# اجتماع
اجتماع

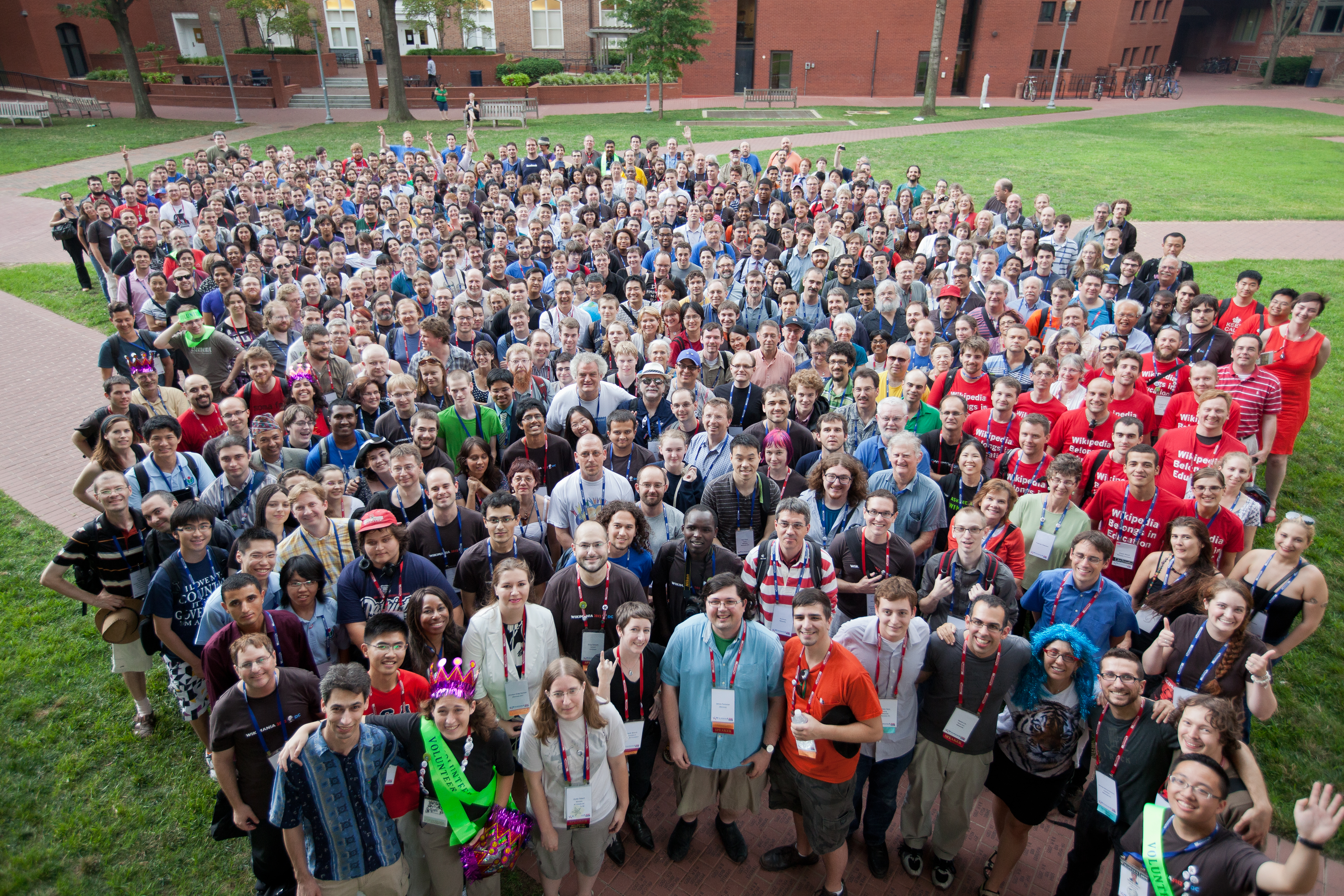
عکس دسته‌جمعی در ویکی‌مانیا ۲۰۱۲.

 یا جماعت (به انگلیسی: community) (که با نام باهَمِستان، باهَماد یا هازمان، نیز شناخته می‌شود) مجموعه‌ای منسجم از افراد برخوردار از روابط نزدیک و مناسبات اجتماعی برپایهٔ شماری از مشترکات، به‌ویژه حس تعلق به هویتی مشترک است.به دیگر بیان، به گروهی از مردم گفته می‌شود که دارای ارزشی‌هایی واحد هستند. جامعه‌شناس آلمانی، فردیناند تونیس، این مفهوم را در برابر مفهوم جامعه به کار گرفت تا تفاوت آن دو را بنماید.

## واژه‌شناسی
واژه «Community» به معنای اجتماع از ریشهٔ لاتین «Communis» به معنای مشارکت عامه گرفته شده‌است.
در زبان فارسی، اصطلاح اجتماع از زبان عربی اخذ شده و به معانی جماعت، انبوهی، اشتراک، وفاق عمومی و شباهت زیستی گروهی از جانوران یا گیاهان یک منطقهٔ جغرافیایی با شرایط مساوی به‌کار رفته‌است.
منابع طبیعی، نیازسنجی، ریسک، نیت و باور مواردی هستند که باعث ایجاد اجتماعات مختلف انسانی می‌گردد. از هنگامی که اینترنت توسعه پیدا کرده‌است، اجتماعات محدودیت‌های جغرافیایی کم‌تری دارند و اعضای آن قادرند به صورت برخط و آنلاین به شیوه‌ای مجازی و دور از هرگونه ملاقات و دیدارهای فیزیکی، علائق خود را به اشتراک بگذارند.